# Kreosotbusch
Der Kreosotbusch (Larrea tridentata), im Englischen auch als Chaparral oder Greasewood, im Spanischen als Gobernadora oder Hediondilla bekannt, ist eine Pflanzenart aus der Familie der Jochblattgewächse (Zygophyllaceae). Diese nordamerikanische Art wächst in den trockenen (ariden) Regionen der südwestlichen Vereinigten Staaten und Mexikos.

## Etymologie
Die Gattung Larrea, die den Kreosotbusch mit einschließt, wurde nach dem spanischen Geistlichen Juan Antonio Pérez Hernández de Larrea (1730–1803), Bischof von Valladolid und Patron der Naturwissenschaften, benannt. Die von Augustin Pyrame de Candolle verliehene Artbezeichnung tridentata stammt vom lateinischen tri (drei) und dens (Zahn) und verweist auf die (nur schwer als dreigezähnt zu erkennenden) Blüten- und Staubblattschuppen. Der Name Kreosotbusch rührt vom Kreosotgeruch, der die gesamte Pflanze umgibt.

## Beschreibung
Der Kreosotbusch ist ein immergrüner und dornloser Strauch, der gewöhnlich 1 bis 3, manchmal bis zu 4 Meter Höhe erreicht. Seine Stämme wachsen meist aufrecht mit zahlreichen Verzweigungen, können aber auch in Bodennähe treiben. Sie sind anfangs rötlich gefärbt, werden aber mit der Zeit grau. Die Nodien sind dunkler gefärbt und verdickt. Die kurz gestielten, gegenständigen Laubblätter sind zweizählig, es ist nur ein Paar sitzende und verwachsene Fiederblättchen vorhanden. Die dicklichen, ledrigen und fleischigen, eiförmigen bis elliptischen oder lanzettlichen Fiederblättchen werden zwischen 7 und 18 Millimeter lang und zwischen 4 und 8,5 Millimeter breit. Sie besitzen einen ganzen Rand, eine rundspitzige bis spitze oder bespitzte Blattspitze, sind harzhaltig und riechen stark nach Kreosot. Es sind kleine Nebenblätter vorhanden.
Die zwittrigen und gestielten Blüten gehen aus alleinstehenden Achselknospen hervor, sie sind radiärsymmetrisch, propellerartig verdreht, fünfzählig und können eine Größe bis zu 25 Millimeter erreichen. Die fünf eiförmigen, behaarten Kelchblätter sind frei. Die fünf Kronblätter sind gelb mit kurzem Nagel. Es sind zwei Kreise mit je fünf Staubblättern vorhanden. Die Staubfäden haben am Grund größere, gezähnte Schuppen, Anhängsel. Der behaarte, kurz gestielte Fruchtknoten ist oberständig. Der 4 bis 6 mm lange, konische Griffel ist auch noch an der jungen Frucht erhalten.

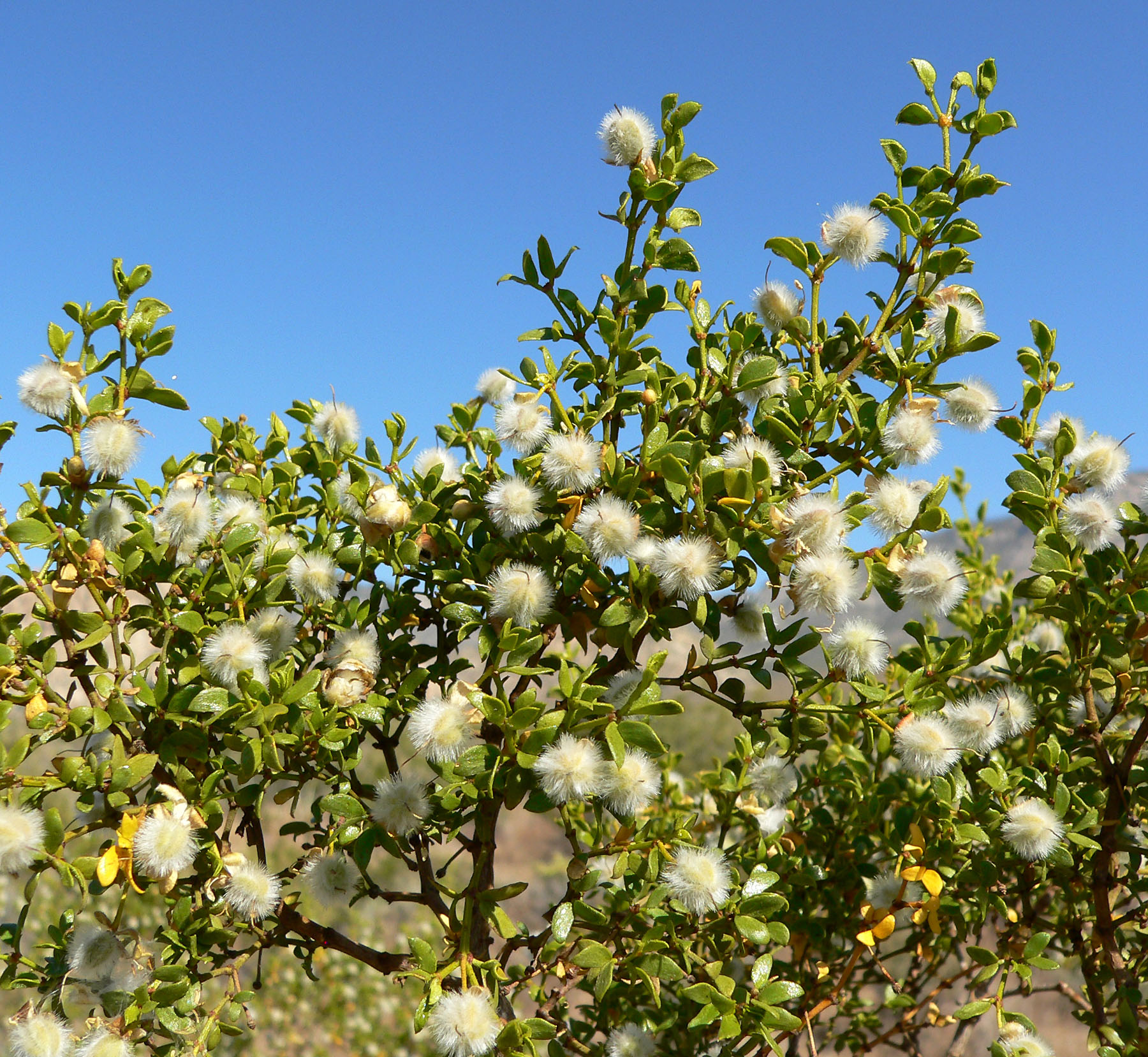
Früchte des Kreosotbusches

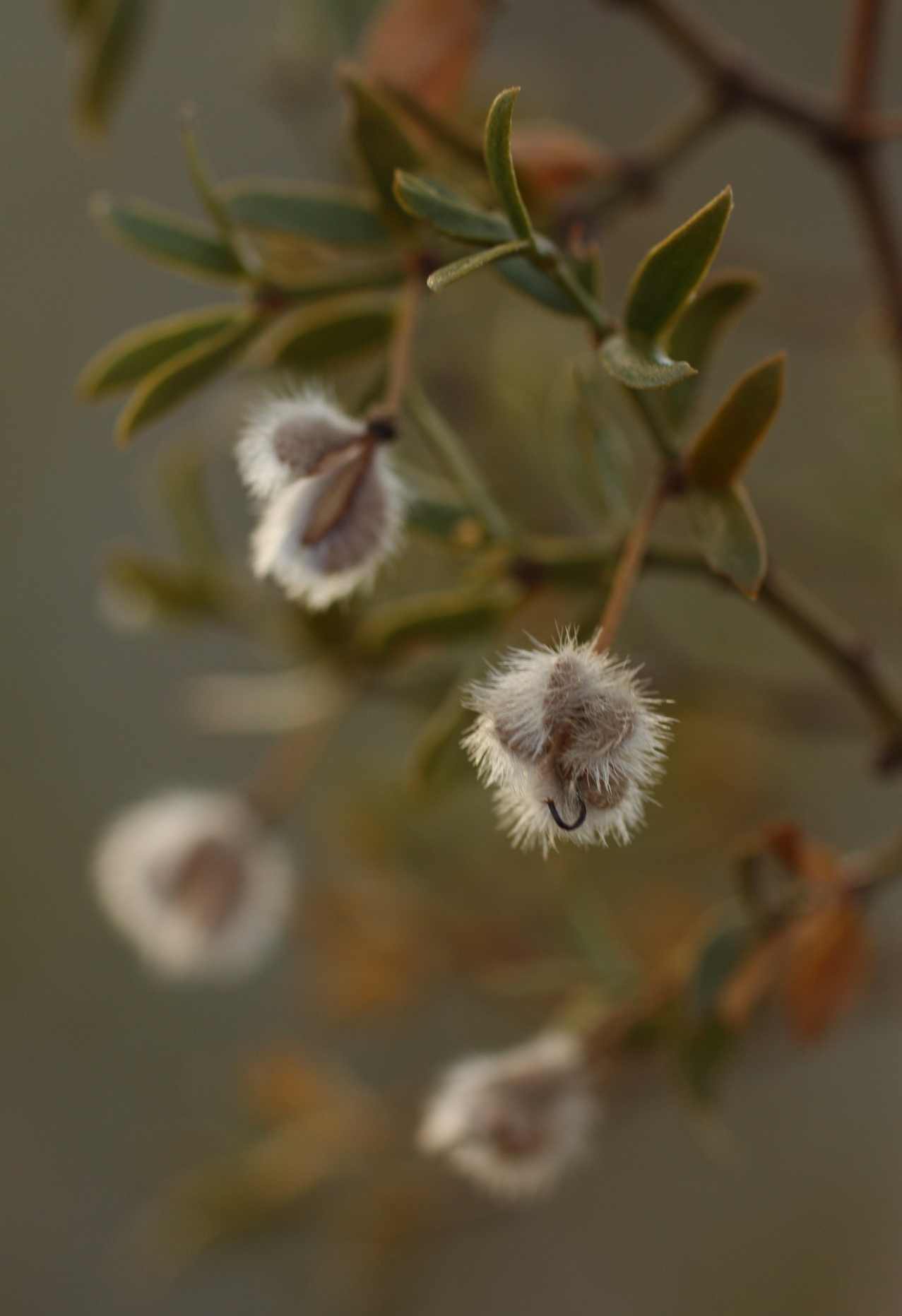
Spaltfrüchte

Die kurzstengelige, fünfteilige, -samige Spaltfrucht ist kugelförmig mit einem Durchmesser von 4,5–5,5 Millimeter, sie trägt eine lange und weiß-silbrige Behaarung.
Die Chromosomenzahl beträgt 2n = 26, 52 oder 78.

## Taxonomie
Larrea tridentata ist die anerkannte wissenschaftliche Bezeichnung des Kreosotbuschs. Infrataxa sind nicht vorhanden, es existieren aber (irreführenderweise) mehrere Synonym- bzw. Varietätsbezeichnungen. Die nächstverwandte Art ist Larrea divaricata, die in Südamerika (Argentinien) beheimatet ist. Die Gattung Larrea enthält ferner die Arten Larrea ameghinoi, Larrea cuneifolia und Larrea nitida.

## Verbreitung
Das Verbreitungsgebiet des Kreosotbuschs ist bis auf den Norden Nevadas nahezu identisch mit der geologischen Basin and Range Province. Er findet sich auf US-amerikanischer Seite in den Bundesstaaten Arizona, Kalifornien, Nevada, New Mexico und Texas, auf mexikanischer Seite in den Bundesstaaten Aguascalientes, Baja California Norte, Baja California Sur, Chihuahua, Coahuila, Durango, Guanajuato, Hidalgo, Nuevo León, Querétaro, San Luis Potosí, Sonora, Tamaulipas und Zacatecas – reicht also bis kurz vor Mexiko-Stadt.

## Ökosysteme und Assoziationen
Die Kreosotbuschgemeinschaft ist eine charakteristische Pflanzengesellschaft in der Sonora-Wüste. Aber auch in der Mojave-Wüste und in der Chihuahua-Wüste stellt der Kreosotbusch die dominante bzw. kodominante Pflanzenart. Folglich ist er in folgenden Ökosystemen von großer Bedeutung:
- im Wüstenstrauch-Ökosystem
- im texanischen Savannenökosystem
- im Strauchsteppenökosystem des US-amerikanischen Südwestens und
- im Ökosystem der Wüstengrünlandgebiete

Ferner geht der Kreosotbusch folgende Pflanzenassoziationen ein (nach A. W. Kuchler):
- mit Ambrosia dumosa in der Mohave-Wüste
- mit Ambrosia deltoidea in der Sonora-Wüste und

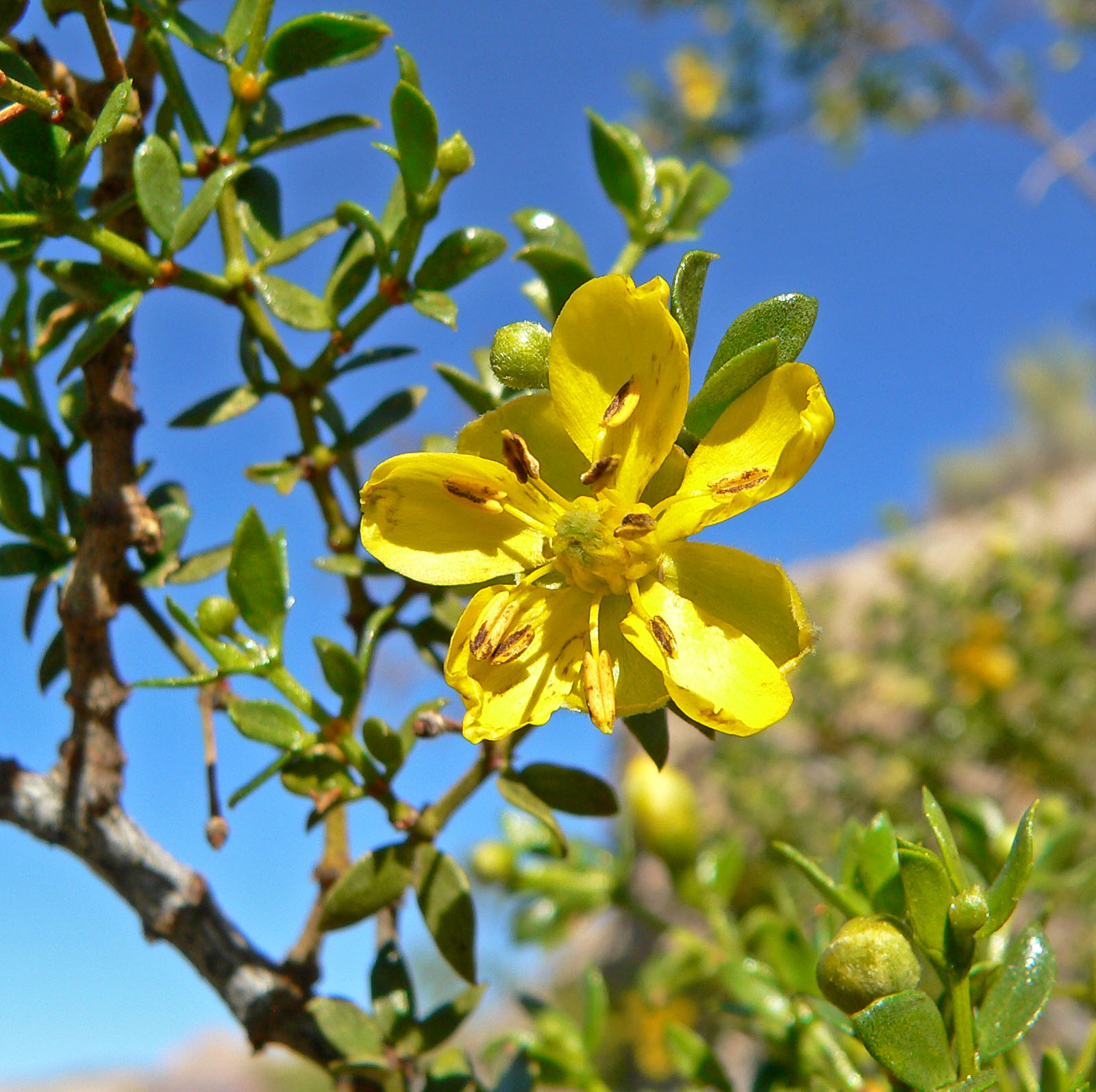
Kreosotbusch (Larrea tridentata)

- mit Flourensia cernua

## Umweltfaktoren und Standort
Der Kreosotbusch ist eine Dürre tolerierende Pflanze (jährliche Niederschlagsmenge 100 bis 300 Millimeter), selbst bei einem negativen Wasserpotential von −50 Bar ist er noch voll funktionstüchtig und kann sogar noch bis −120 Bar überleben. Darüber hinaus ist er recht hohen Temperaturschwankungen ausgesetzt (−5 °C im Winter und 47 °C im Sommer). Er gedeiht auf Schwemmkegeln, auf sanften Hängen, in Talböden, auf Sanddünen und in Arroyos. Normalerweise steigt er nicht höher als 1500 Meter, in den San Gabriel Mountains wurde er jedoch ausnahmsweise auf über 1700 Meter angetroffen (Maximalhöhe 2004 Meter). Das Bodensubstrat ist gut durchlüftet, kann kalkhaltig, sandig oder alluvialen Ursprungs sein und wird oft von einem verfestigten Caliche-Horizont aus Kalziumkarbonat unterlagert.

## Vermehrung und Wurzelsystem
Neben der sexuellen Vermehrung durch Samen kann sich der Strauch auch vegetativ über ausknospende erdbedeckte Zweige oder Seitenwurzeln fortpflanzen. Das Wurzelsystem des Kreosotbuschs besteht aus einer bis zu 80 Zentimeter langen Pfahlwurzel und bis zu 3 Meter langen Seitenwurzeln. Letztere durchziehen den umgebenden Boden so effektiv, dass die Pflanze in der Lage zu sein scheint, jeden Wassertropfen in der näheren Umgebung aufzusaugen. Keine andere Pflanze kann in der Nähe überleben. Selbst die eigenen Sämlinge verlieren den Kampf um das Wasser, was die sexuelle Vermehrung schwierig macht. Deshalb löst die Pflanze ihr Vermehrungsproblem durch die Bildung neuer Stämme aus den umgebenden Seitenwurzeln, anstatt den Boden in der Nähe mit Samen zu kolonisieren. Wenn sich der Busch ausbreitet, sterben die inneren Stämme ab. Das hat zur Folge, dass sich der Kreosotbusch zu einem immer größeren Ring ausdehnt und immer weiter wächst.

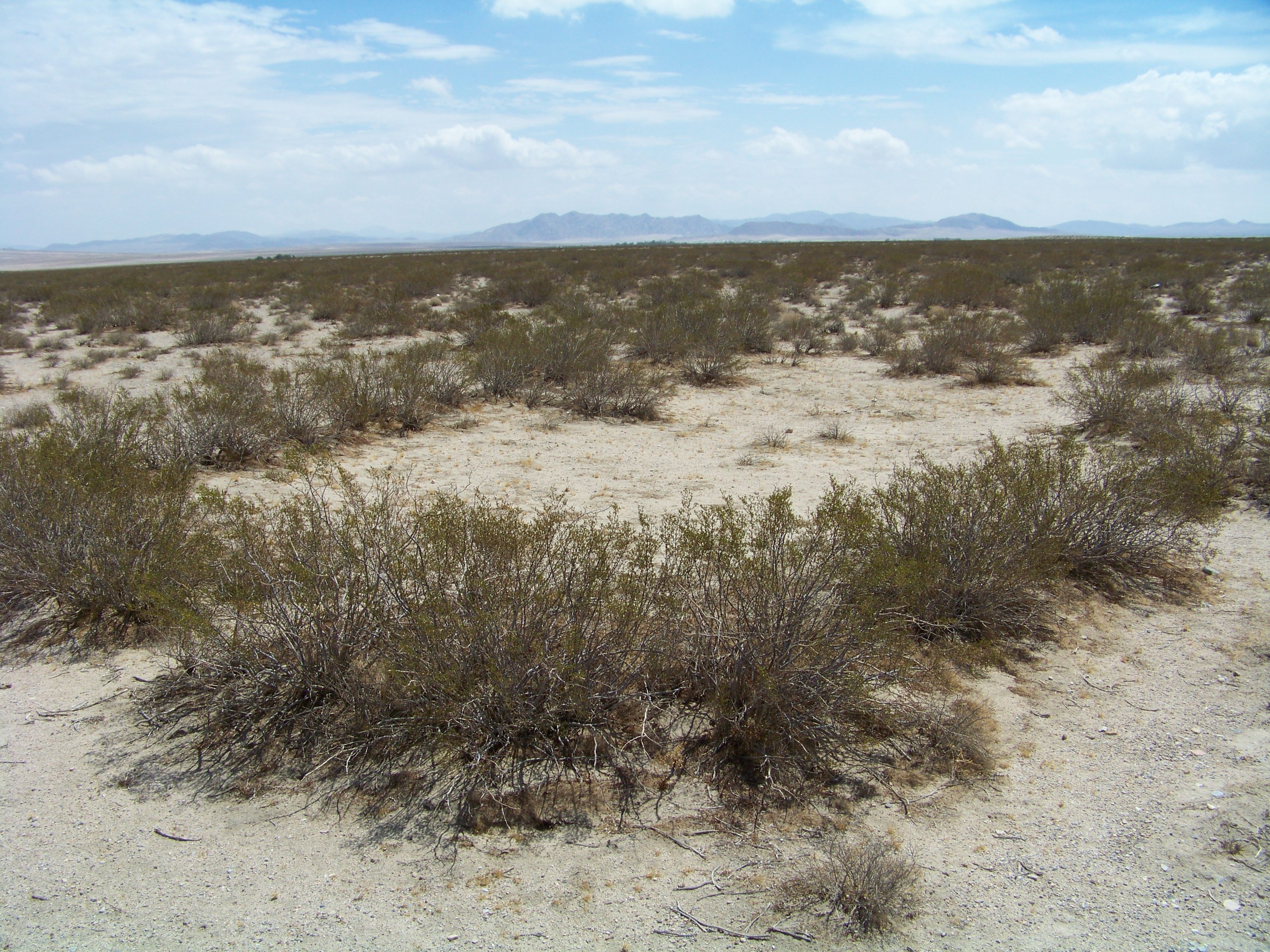
Der Kreosotbuschring King Clone

Der Kreosotbusch kann so ein durchschnittliches Alter von 625 bis 1250 Jahren erreichen. Ein solcher Klon-Ring wird auf 11.700 Jahre geschätzt, der King Clone im Lucerne Valley in der Mojavewüste Kaliforniens.

## Volksmedizinische Verwendung
Bereits die Indianer des amerikanischen Südwestens hatten verschiedene Verwendungszwecke für das Kraut des Kreosotbusches, sie benutzten es z. B. als Sonnenschutzmittel und bei Blutvergiftung und Lebererkrankung. In der Naturheilkunde findet es sich als Chaparral in Kräutertees und wird volksmedizinisch beispielsweise in der Rheumatherapie,  bei Harnröhrenentzündung, Magenbeschwerden, Hämorrhoiden, Diabetes, Bluthochdruck und Bronchitis sowie zur Kräftigung der Gebärmutter zur Verbesserung der Empfängnis verwendet. Eine Wirksamkeit ist für keines der Anwendungsgebiete belegt. Untersuchungen haben eine stark oxidationshemmende Wirkung bestätigt, die auf den Gehalt  an Nordihydroguajaretsäure (Abkürzung NDGA, englisch Nordihydroguaiaretic acid) in den Blättern des Kreosotstrauches zurückzuführen ist. NDGA wirkt weiterhin analgetisch, enzymhemmend, antidiabetisch und  antitumoral. Wegen der antitumoralen Wirkung der NDGA wurden Kreosotbuschzubereitungen zeitweise als Krebstherapeutika angesehen. Nachdem die Anwendung von Kreosotbuschzubereitungen in Verbindung mit Leber- und Nierenschäden gebracht wurde, wurde die Verwendung von NDGA als Lebensmittelzusatzstoff (Antioxidans) in vielen Ländern stark eingeschränkt.

## Sonstiges

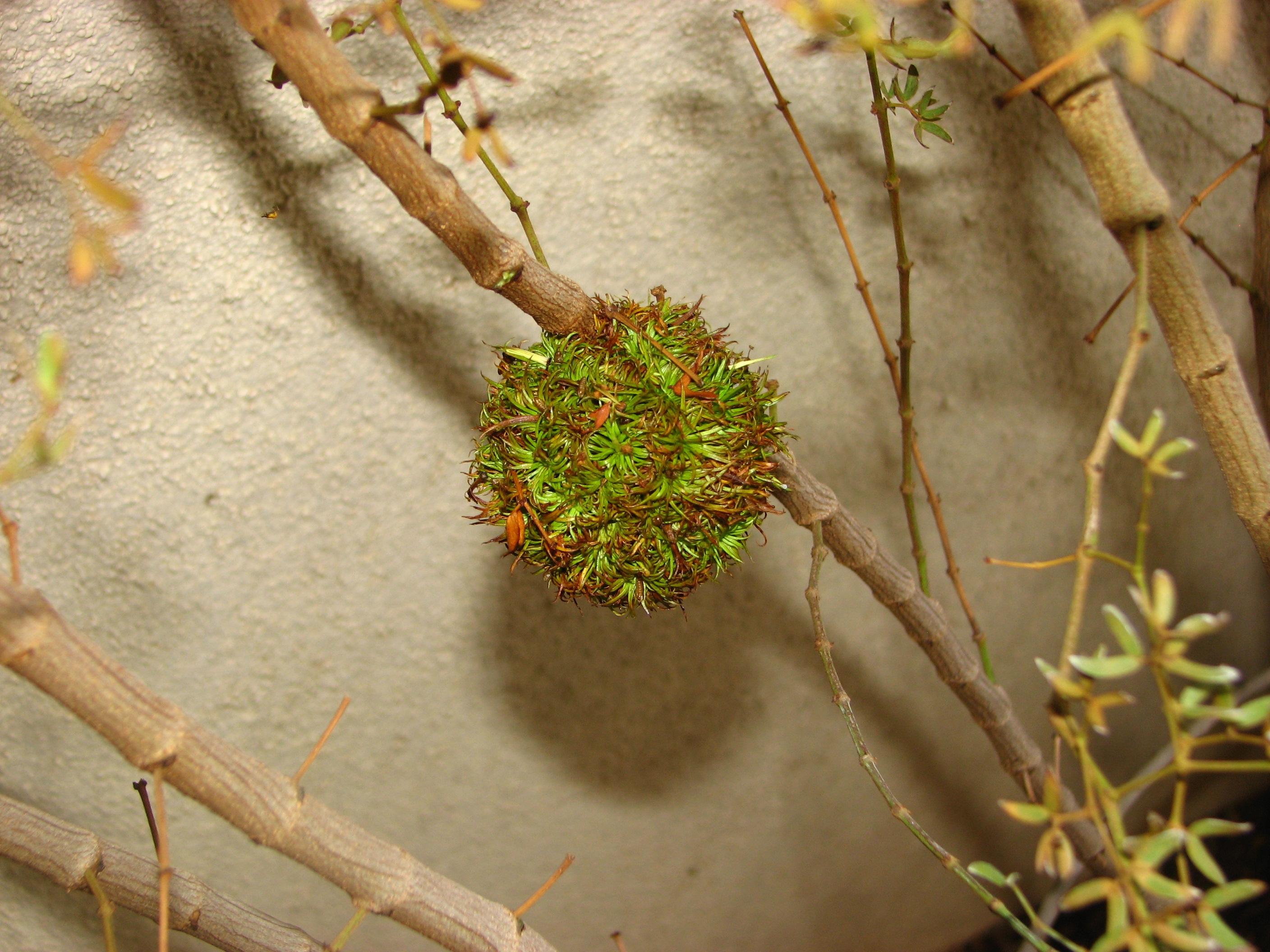
Von Asphondylia aurinila verursachter „Gallapfel“

Die parasitäre Mücke Asphondylia aurinila führt beim Kreosotbusch zur Bildung von größeren Pflanzengallen.
Der Kreosotbusch ist sehr empfindlich gegenüber Feuer.